# Claverton
Claverton est un petit village britannique situé à environ 3 km à l'est de Bath, dans le comté du Somerset, en Angleterre. La station de pompage de Claverton, construite en 1810 sur le canal Kennet et Avon ainsi que l'American Museum in Britain se situe sur le territoire de la commune. Claverton abrite également un des campus de l'université de Bath.